# 新潟県教育委員会
新潟県教育委員会（にいがたけんきょういくいいんかい）は、新潟県の教育委員会である。

## 概要
新潟県内の教育に関する事務を所掌する行政委員会であり、6人の委員で構成される。2022年4月現在の教育長は、佐野哲郎。近年は、学力向上、高校改革などの教育改革に取り組んでいる。
広義では、執行機関である教育委員会事務局を含めて、教育委員会と呼ぶこともある。

## 組織
- 総務課[1]
  - 総務係
  - 職員係
  - 給与係
  - 予算係
  - 企画係
  - 法務調整担当
- 財務課[2]
  - 財務管理係
  - 施設係
  - 助成係
  - 建築係
- 福利課[3]
  - 企画係
  - 健康管理係
  - 福祉給付係
  - 年金係
  - 互助厚生係
- 義務教育課[4]
  - 助成係
  - 管理企画係
  - 管理第1係
  - 管理第2係
  - 指導第1係
  - 指導第2係
  - 特別支援教育推進室
- 高等学校教育課[5]
  - 審査調整係
  - 奨学金係
  - 管理係
  - 企画振興係
  - 指導第1係
  - 指導第2係
- 生徒指導課[6]
  - 支援・相談班
  - いじめ対策室
- 生涯学習推進課[7]
  - 生涯学習振興係
  - 青少年家庭教育係
  - 成人教育係
- 保健体育課[8]
  - 学校保健係
  - 学校給食係
  - 学校体育指導係

## 県立教育機関[9]
- 新潟県立教育センター
- 新潟県生涯学習情報提供システム
- 新潟県立図書館
- 新潟県立文書館
- 新潟県少年自然の家

## 所在地
- 〒950-8570　新潟県新潟市中央区新光町4番地1

## 市町村教育委員会
- 新潟市教育委員会
- 上越市教育委員会
- 糸魚川市教育委員会
- 妙高市教育委員会
- 長岡市教育委員会
- 三条市教育委員会
- 柏崎市教育委員会
- 小千谷市教育委員会
- 加茂市教育委員会
- 十日町市教育委員会
- 見附市教育委員会
- 燕市教育委員会
- 魚沼市教育委員会
- 南魚沼市教育委員会
- 弥彦村教育委員会
- 田上町教育委員会
- 出雲崎町教育委員会
- 湯沢町教育委員会
- 津南町教育委員会
- 刈羽村教育委員会
- 新発田市教育委員会
- 村上市教育委員会
- 五泉市教育委員会
- 阿賀野市教育委員会
- 佐渡市教育委員会
- 胎内市教育委員会
- 聖籠町教育委員会
- 阿賀町教育委員会
- 関川村教育委員会
- 粟島浦村教育委員会